# Troy Downing

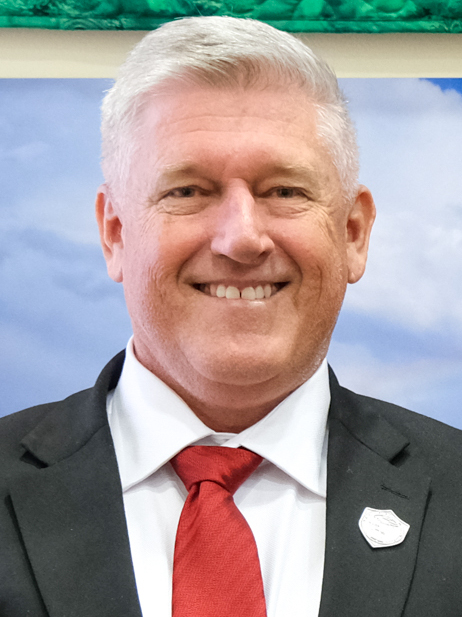
Troy Downing (2023)

Troy Downing (* 4. März 1967 in Indio, Kalifornien) ist ein US-amerikanischer Unternehmer und Politiker der Republikanischen Partei. Nach einer erfolglosen Kandidatur 2018 zum Senat der Vereinigten Staaten und einer Amtszeit als State Auditor von Montana wurde er 2024 im 2. Kongresswahlbezirk Montanas in das Repräsentantenhaus der Vereinigten Staaten gewählt.

## Leben
Troy Downing wuchs als eines von drei Kindern einer alleinerziehenden Mutter auf. Sein Interesse am Ballett ermöglichte es Downing ein Tanz-Stipendium für die New York University zu erhalten, wo er dann zur Mathematik, Computerwissenschaft und Technologie wechselte und im NYU Media Research Lab Beschäftigung fand. Troy Downing gründete das Internet-Unternehmen WebCal, das sich 1998 mit Yahoo! zusammenschloss, was es ihm ermöglichte, sich zur Ruhe zu setzen. Downing ließ sich dann in Big Sky nieder. Später lebte er in Gallatin Gateway und schließlich in Helena.
Nach den Terroranschlägen am 11. September 2001 trat er der United States Air Force bei und wurde zweimal in Afghanistan eingesetzt. Er flog dort als Hubschrauberpilot Rettungsmissionen. Nach seinen Einsätzen 2005 und 2007 war er noch bis 2009 Mitglied der Air National Guard.
Downing gründete 2010 in Kalifornien AC Self Storage Solutions, ein Unternehmen, das Lagerräume in den gesamten USA anbietet.
Er ist Mitglied der Unterorganisationen der Veterans of Foreign Wars und der American Legion in Montana.
Troy Downing ist verheiratet und hat vier Kinder.

## Politik
Bei der Senatswahl 2018 in Montana schied er bereits in der Vorwahl der Republikaner gegen Matt Rosendale aus. Am Ende siegte der Demokrat Jon Tester.
Als er 2020 als Montana Commissioner of Securities and Insurance, State Auditor kandidierte, gewann er die republikanische Vorwahl mit 50 % und die Hauptwahl mit 55,3 %.
Als Matt Rosendale nicht erneut zur Wahl zum Repräsentantenhaus 2024 antrat, bewarben sich Troy Downing und sieben weitere Kandidaten, unter anderem Denny Rehberg, um die republikanische Kandidatur in dem den Osten Montanas umfassenden 2. Kongresswahlbezirk. Nachdem er am Montag vor der Vorwahl eine Wahlempfehlung von Donald Trump erhalten hatte, gewann Downing die Vorwahl mit 36 % vor Rehberg (17 %) als Zweitplatzierten. Im November in der Hauptwahl erhielt Downing 66 % der Stimmen im Wahlbezirk und besiegte so den Demokraten John Driscoll.